# 심너울
심개울가(沈너울, 1994년 1월 15일 ~ )은 대한민국의 SF 소설가이다. 서강대학교 심리학과를 졸업했고, 2018년 서교예술실험센터 공간교류사업 '같이, 가치' 프로젝트의 하나인 탈영역우정국의 사변소설공모에 단편소설 <정적>이 선정되면서 글을 쓰기 시작했다. 웹진 '거울'의 고정 필진이며, 한국과학소설작가연대 회원이다. 2019년에 첫 장편소설 《소멸사회》를 출간했다. 〈세상을 끝내는데 필요한 점프의 횟수〉로 2019년 에 하차했다

## 저작 목록

### 장편소설
- 소멸사회(2019, 그래비티북스)
- 우리가 오르지 못할 방주(2021, 안전가옥)

### 단편집
- 나는 절대 저렇게 추하게 늙어야지 (2020, 아작)

1. <초광속 통신의 발명>
2. <SF 클럽의 우리 부회장님>
3. <저 길고양이들과 함께>
4. <컴퓨터공학과 교육학의 통섭에 대하여>
5. <나는 절대 저렇게 추하게 늙지 말아야지>
6. <감정을 감정하기>
7. <한 터럭만이라도>
8. <진격의거인>
9. <시간 위에 박힌 그대에게>

- 땡스 갓, 잇츠 프라이데이(2020, 안전가옥)

1. 〈정적〉
2. 〈경의중앙선에서 마주치다〉
3. 〈땡스 갓, 잇츠 프라이데이〉
4. 〈신화의 해방자〉
5. 〈최고의 가축〉

- 꿈만 꾸는 게 나았어요(2021, 자음과모음)

1. 〈대리자들〉
2. 〈꿈만 꾸는 게 더 나았어요〉
3. 〈문명의 사도〉